# 三島市立中郷西中学校
三島市立中郷西中学校（みしましりつ なかざとにしちゅうがっこう）は、静岡県三島市南部にある公立中学校。

## 生徒数
- 365名（令和6年度）[1]

## 通学区域
- 梅名、八反畑、鶴喰(49番地から63番地までを除く)、松本、長伏、御園、安久[2]

## 進学元小学校
- 三島市立中郷小学校
- 三島市立長伏小学校

## 主な出身者
- 髙橋朋己（元プロ野球選手）